# Iolaus coelestis
Iolaus coelestis är en fjärilsart som beskrevs av Bethune-Baker 1926. Iolaus coelestis ingår i släktet Iolaus och familjen juvelvingar. Inga underarter finns listade i Catalogue of Life.